# Grand Teton nationalpark

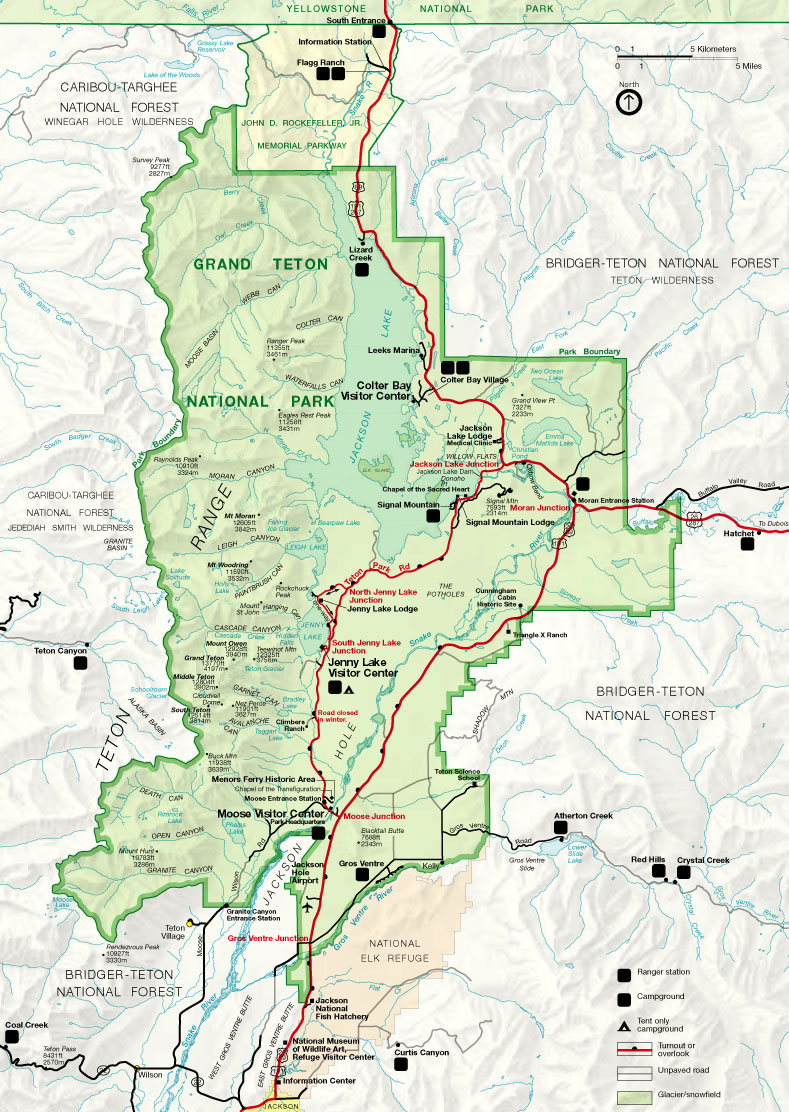
Karta över nationalparken.

Grand Teton nationalpark ligger i Teton County i den amerikanska delstaten Wyoming. Nationalparken inkluderar en del av bergsmassivet Teton samt en stor sjö, Jackson Lake, och ett par mindre sjöar. 
Djurlivet är rikt. Där finns bland annat älg, svartbjörn, vithövdad havsörn, kungsörn och bison.
Nationalparken är cirka 1 300 kvadratkilometer stor. 

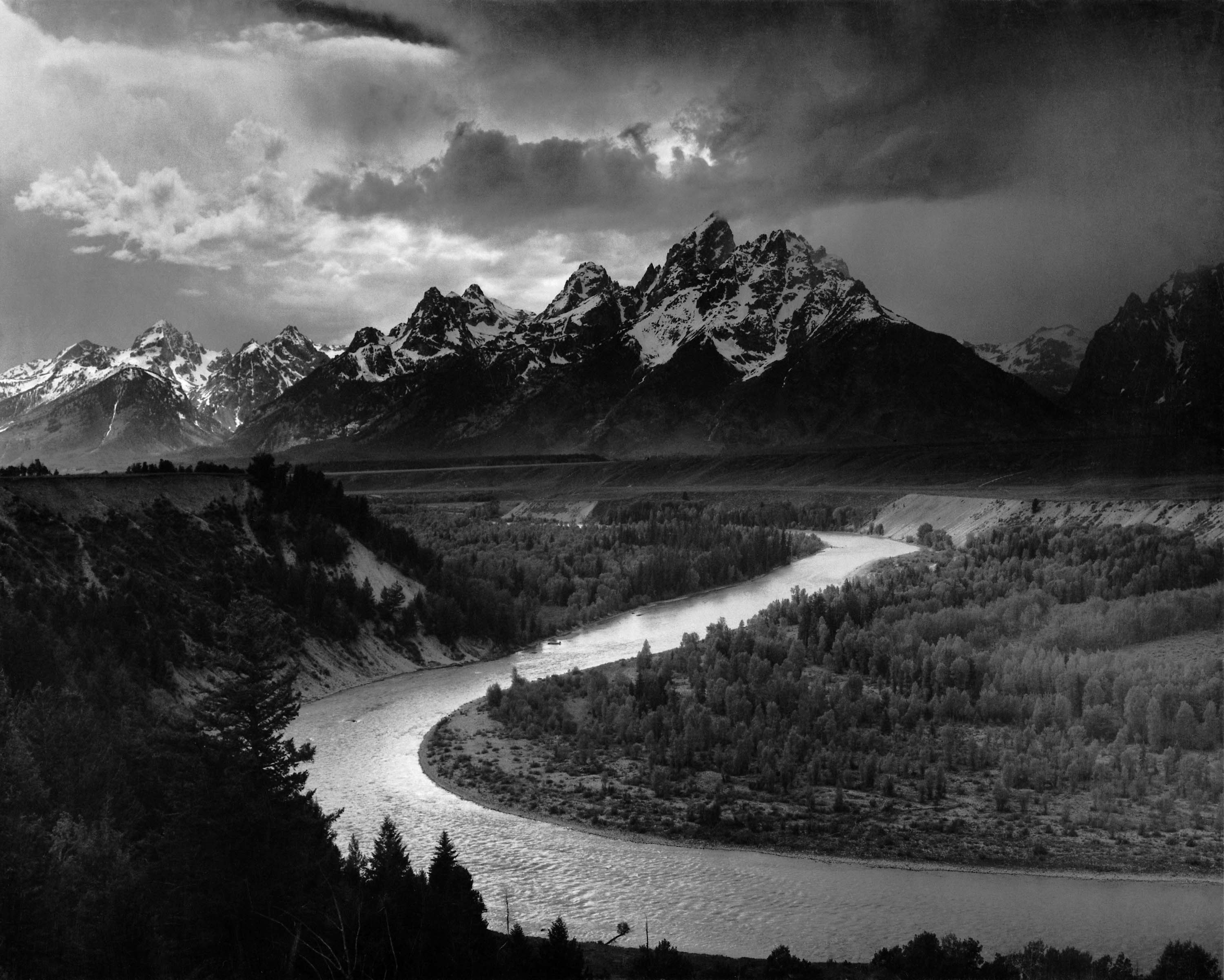
Bergsområdet Grand Tentons och Snake River (1942).
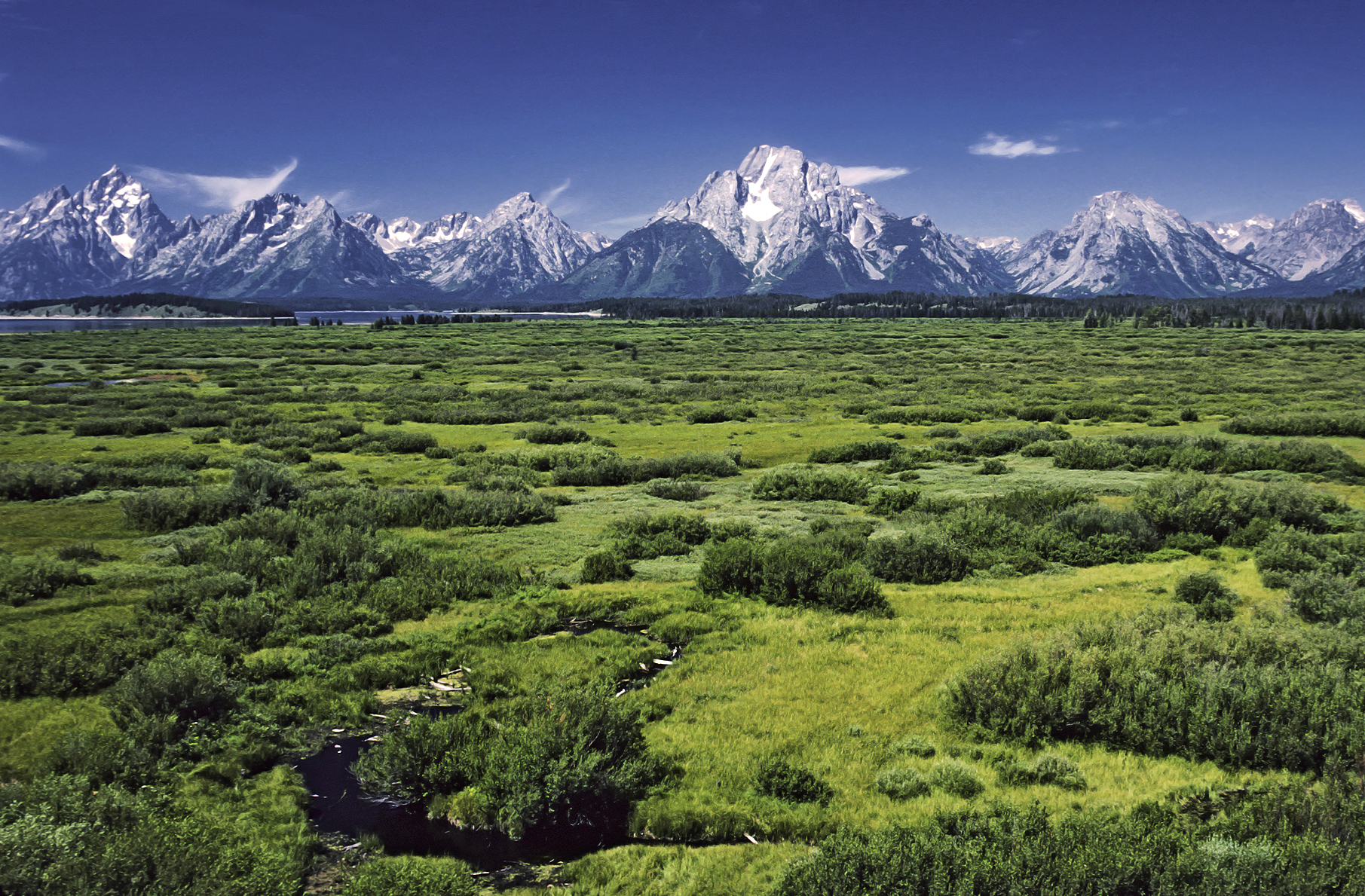
Vy över våtmarksområdet Willow Flats och Teton-bergen.